# とも座CP星
とも座CP星（ともざCPせい、CP Puppis、CP Pup）あるいは1942年のとも座新星は、1942年にとも座に出現した新星である。観測史上特に明るい古典新星の一つで、極大時には明るさが0.7等級にまで増光した。また、極大後に暗くなるのも非常に早い、「速い新星」であり、新星爆発前後の明るさの差も非常に大きい、稀有な新星である。

## 発見
この新星は、とも座の最輝星、とも座ζ星の北北東およそ5度の位置に出現した。発見者は、ラプラタ天文台のバーンハード・ドーソンで、1942年11月8日に最初の観測を行ったとされる。しかし、非常に明るかったため、ヤーキス天文台のモーガンなど、多くの観測者が独立に発見している。

## 光度変化
発見時の新星の明るさは、1.1等級であったとされる。11月13日には最大光度に達し、0.7等級となった。極大後の減光は急速で、3等級暗くなるのに8日しか掛かっていない。3等級暗くなるのに100日掛からなければ、「速い新星」とされるが、その中でも際立って速い。
発見から2ヶ月で、とも座CP星は、肉眼等級よりも暗くなった。光度曲線では、1960年代はほぼ平坦で、明るさが下げ止まったとみられるが、1970年代に入ると再び暗くなり、2000年代まで年平均0.026等級のペースで暗くなっている。
それでも、新星爆発が起こる前の明るさと比較すると、100倍以上明るい可能性がある。新星出現前に観測された、ハーヴァード大学天文台のこの天域の写真乾板を精査したところ、19.4等級の恒星まで写っていたが、とも座CP星は写っていなかった。新星爆発後は、15等台までしか暗くなっておらず、爆発前後の明るさの差は、1971年時点で4.96等級以上、2000年代の測定でも4等級を超える差がみられる。

## 特徴
とも座CP星までの距離は、新星爆発から14年後に、爆発によって放出されたとみられる物質の殻が検出されたことで、殻のみかけの大きさと膨張の速さから推定できるようになり、およそ5,200光年と見積もられた。1980年代、1990年代の観測と、殻の膨張速度をより現実的な仮定にしたことで、距離は修正され、およそ3,700光年とみられる。
新星は、白色矮星と低温の主系列星からなる連星系で、爆発的な増光は、主系列星から白色矮星へと降着した物質が熱核暴走を起こすためと考えられている。とも座CP星の場合も、この描像が当てはまるが、古典新星の標準的な理論では説明できない観測的特徴もあり、詳しい物理的性質については、殆ど明らかになっていない。特に論争の的となっているのが、新星の中でもどの種の天体なのかということと、連星の質量である。

### 小分類

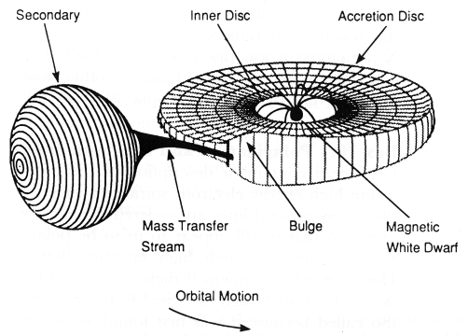
中間ポーラーの概念図。

とも座CP星系の白色矮星は磁場を持ち、強磁場激変星の一つであると考えられている。強磁場激変星の中で典型的なポーラーのはくちょう座V1500星と、爆発後の光度変化の特徴がそっくりであったからである。ただし、とも座CP星には、ポーラーとは異なる特徴がいくつかみられた。
まず、とも座CP星からは、強い偏光やその時間変化が検出されていない。偏光は、ポーラーという分類名の由来にもなった重要な特徴である。
また、とも座CP星では、1980年代に測光観測と、分光観測による視線速度とに、相次いで周期性がみつかった。当初、この2つの周期の間にはずれがみられ、分析を重ねた結果、両者は基本的に同じおよそ1.47時間周期で変動していることはわかったが、一方で測光データにはこれとは別の周期が存在し、しかもその周期が安定していないこともわかった。これらの特徴は、連星の公転と白色矮星の自転が完全に同期しているポーラーではみられないものである。この1.47時間の変動周期は、連星系の公転周期であり、これは既知の古典新星の中で最も短いものの一つであり、公転時間が2時間から3時間の辺りに激変星が見当たらない、公転周期の「空白地帯」よりも短い周期で、初めてみつかった激変星である。
また、スペクトル線の輪郭から、系の運動の詳しい速度分析をした結果、とも座CP星には降着円盤が存在することが明らかとなっている。ポーラーであれば、磁場が非常に強いため、物質の降着は磁力線に沿った降着流となり、降着円盤の形成は阻害されるので、とも座CP星の場合とは異なる。
これらの特徴からすると、とも座CP星は中間ポーラーであると考えられる。ただし、公転周期とみられる周期とは別の周期での変光が不安定なのは、中間ポーラーらしくない特徴であり、また、赤外線での変光の特性は、サイクロトロン放射によるものであることが示唆されるが、赤外でサイクロトロン放射が観測されるのは、ポーラー的な特徴であって、中間ポーラーと考えれば全ての観測結果に説明が付くものではない。

### 質量
とも座CP星は、19等より暗い状態から1等星にまでなったその増光幅と、極大後8日で3等級という急速な減光からすると、白色矮星の質量は大きいと考えられる。また、X線の強度や、X線スペクトルにみられる輝線の特徴から、白色矮星表面へ物質が降着する際の衝撃波加熱はかなり高温に達しており、これも白色矮星の質量が大きく、おそらく太陽質量の1.1倍以上あることを示す。
一方で、可視光の分光観測から速度とその変化を分析し、連星系の力学に基づいて計算した白色矮星の質量は、太陽質量の18%以下となる。
両者の間には大きなかい離があり、また、標準的な新星の理論では、太陽の2割に満たない質量の白色矮星では観測された大きな増光を実現できない。そこで、当初は白色矮星と伴星とで質量に大きな差はないとされていたものを、理論を改良して、伴星の質量をより小さく、白色矮星の質量をより大きく見込めるようにした結果、伴星の質量が太陽の7%、白色矮星の質量が太陽の83%と計算され、現実的な値に収まるようになった。しかし、この質量で観測された視線速度の挙動を、全て説明できるわけではない。